# Lokomotywa

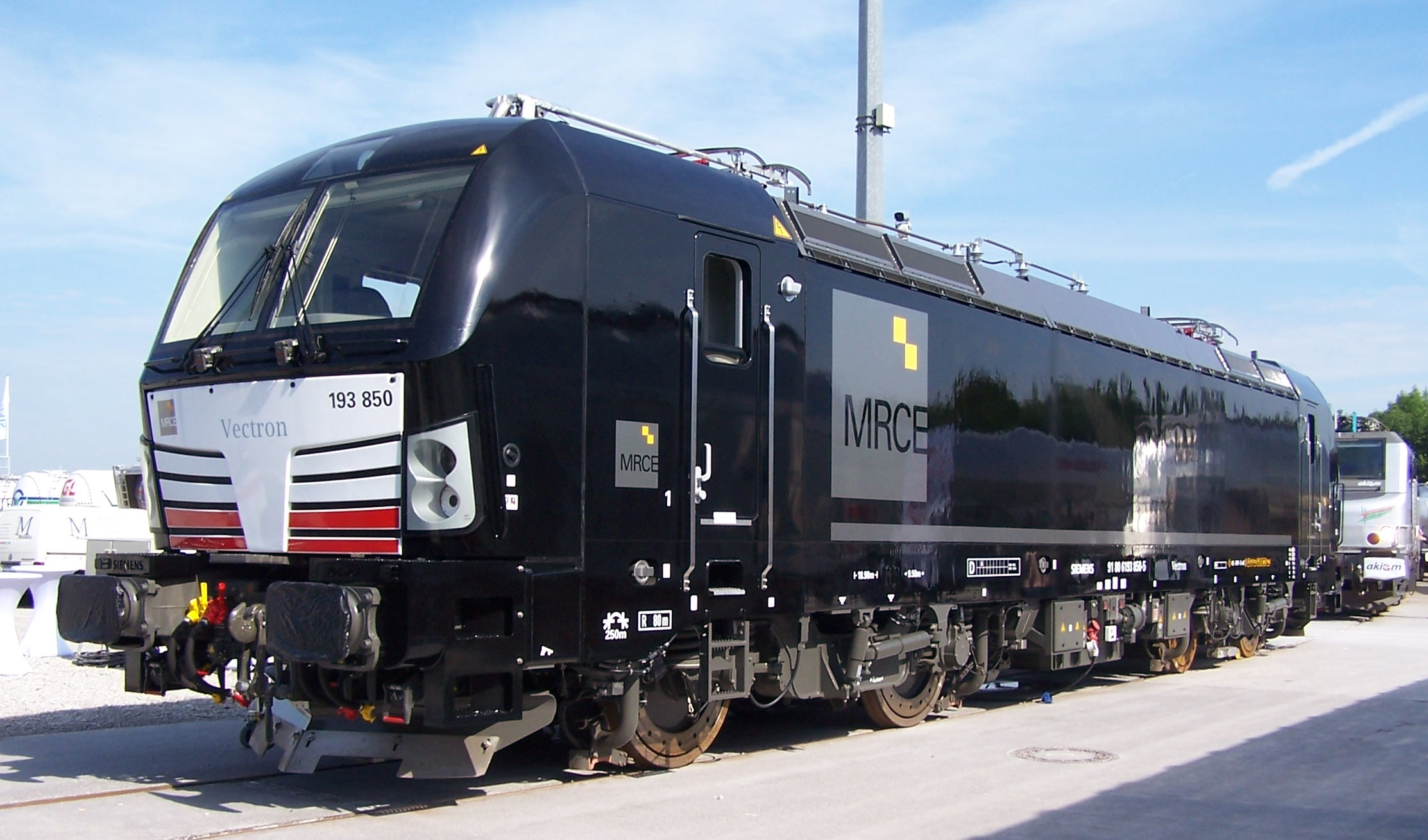
Lokomotywa elektryczna Siemens Vectron

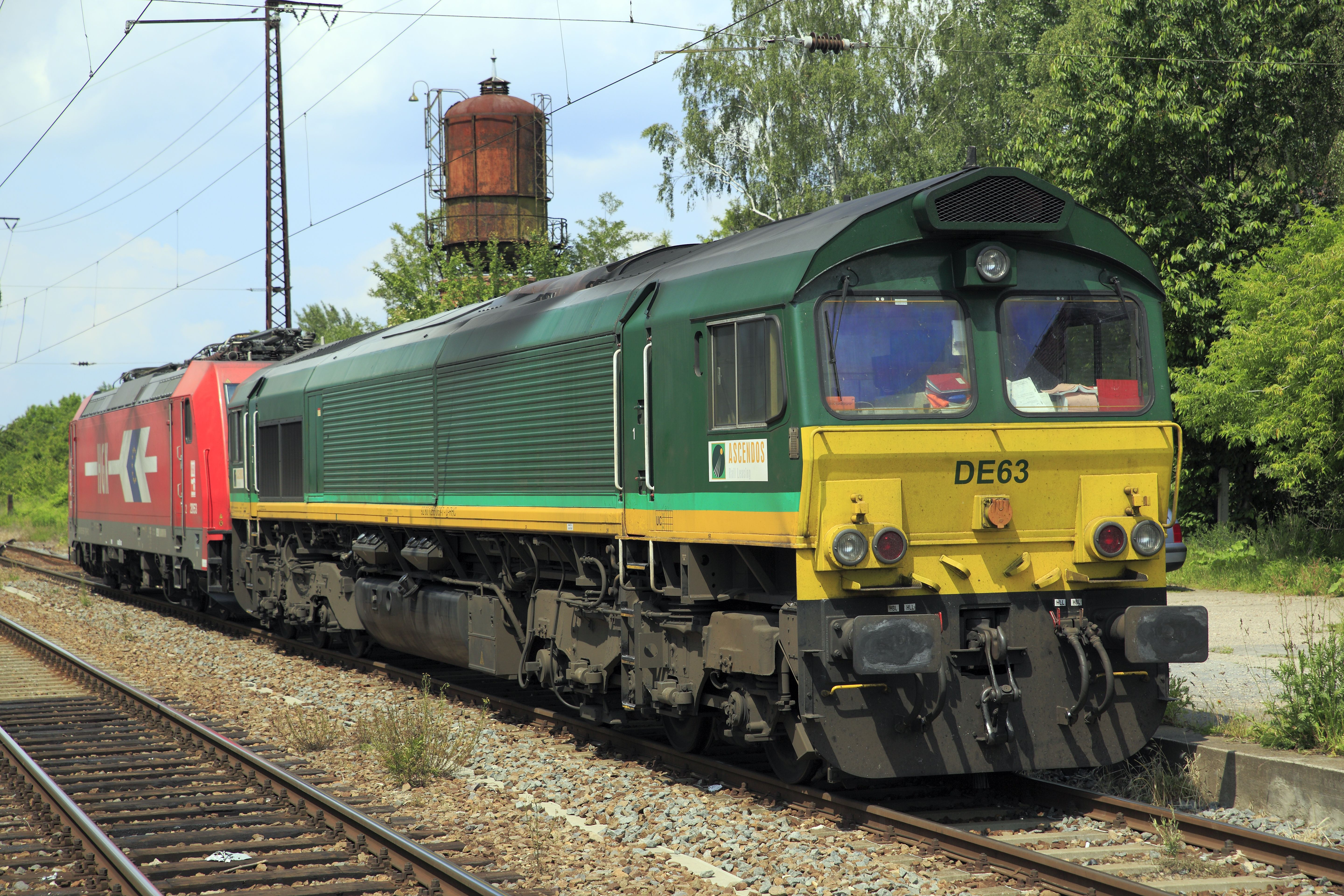
Lokomotywa spalinowa EMD JT42CWR

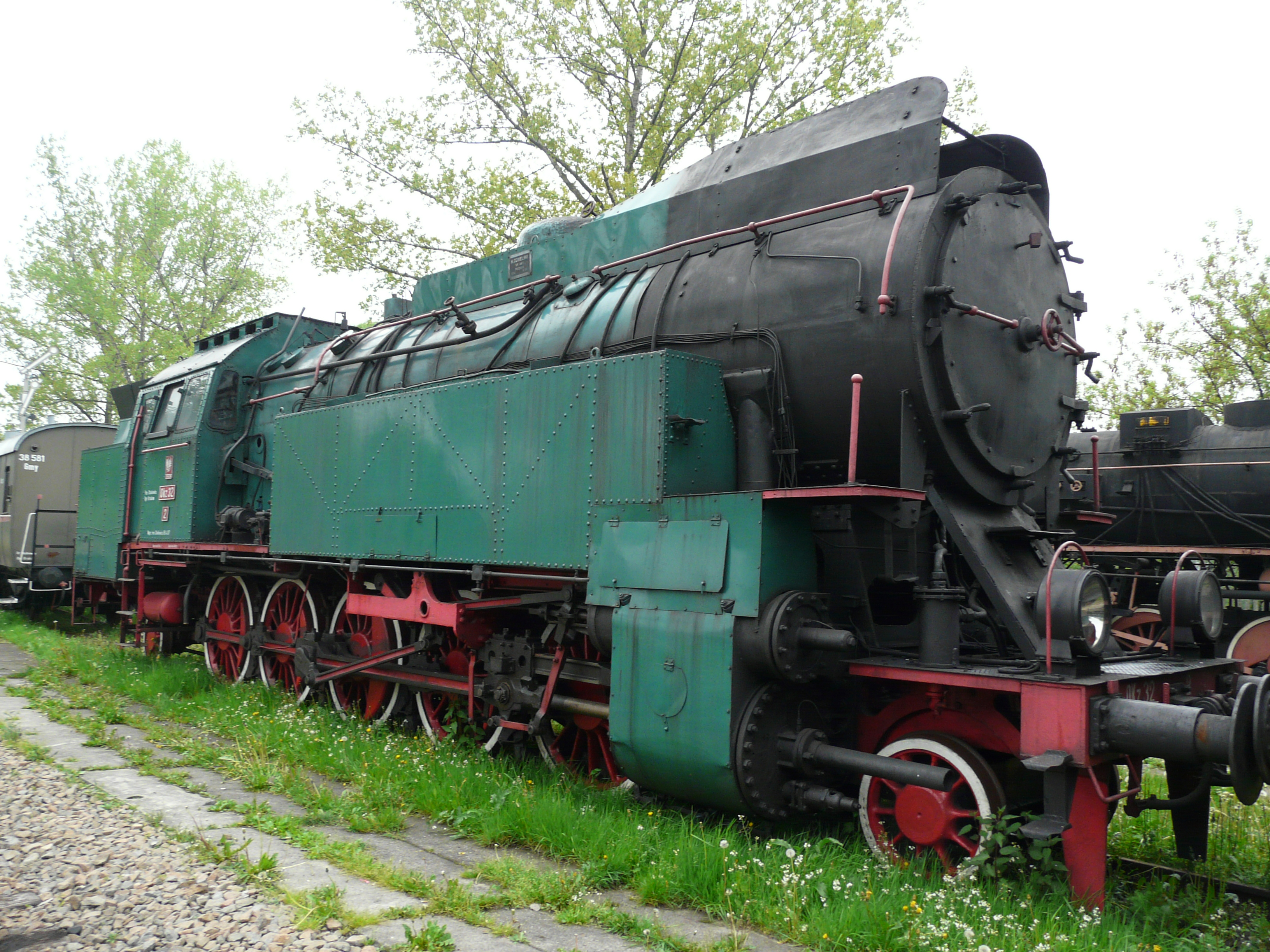
Lokomotywa parowa OKz32

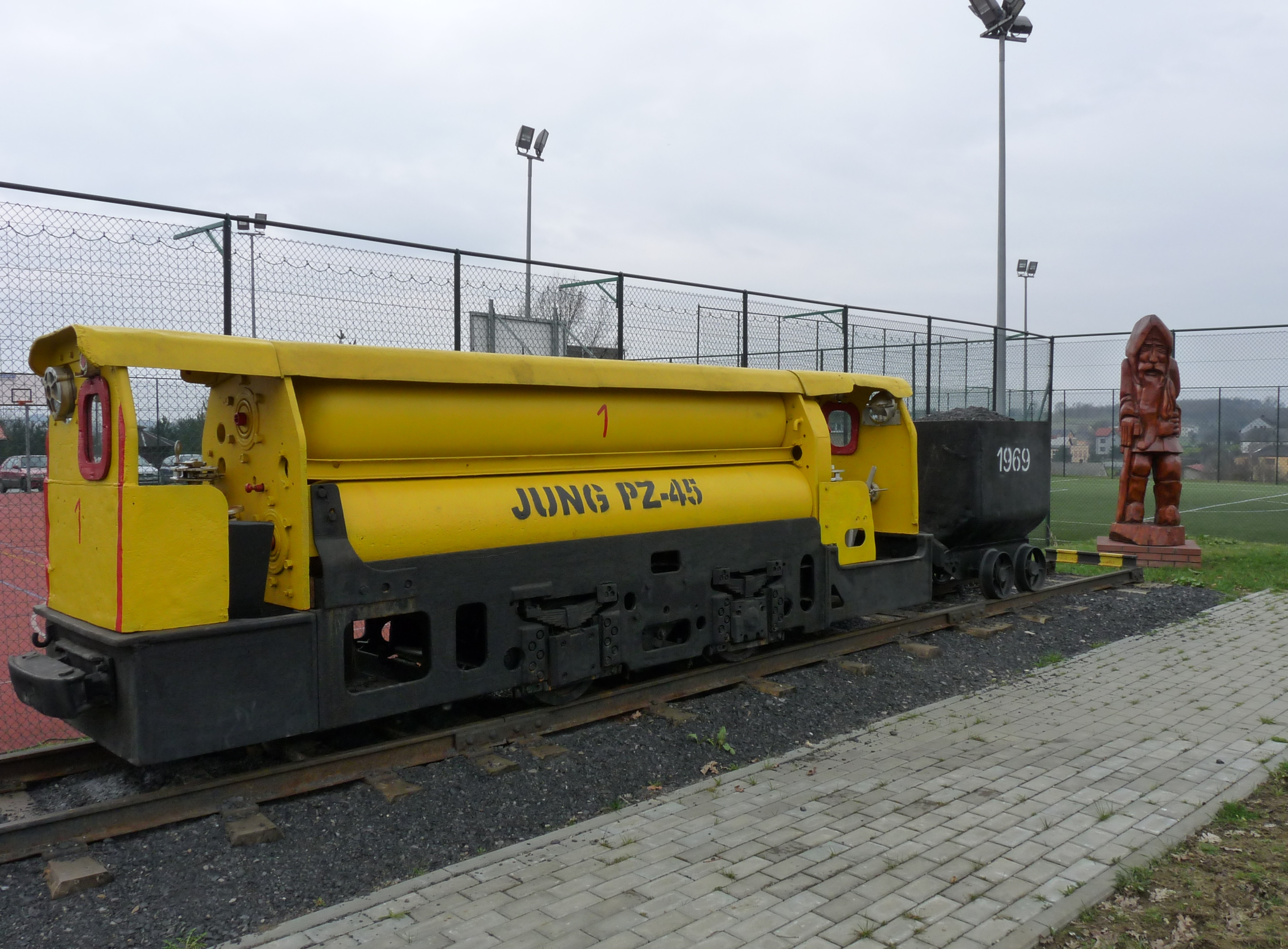
Lokomotywa powietrzna Jung PZ-45

Lokomotywa – kolejowy pojazd szynowy z własnym napędem, przeznaczony do ciągnięcia lub pchania innych pojazdów (wagonów) po torach.

## Charakterystyka
Lokomotywa w zasadzie nie przewozi ładunków (choć istnieją lokomotywy zawierające przedział bagażowy), zaś w przypadku rozbudowania o pomieszczenia służące do przewozu osób jest to wagon silnikowy.
Lokomotywa może być jedno-, dwu- lub wieloczłonowa. Czasem nosi nazwę głowicy napędowej (lokomotywa zespołowa), jeżeli stanowi integralną część składu pociągu (np. ICE lub TGV).
Moc silników zainstalowanych w lokomotywach dochodzi do 25 MW. Typowa moc lokomotywy ciągnącej pociąg pasażerski to 1–4 MW, zaś jednostki napędowe zainstalowane w składach klasy TGV mają moc (w zależności od napięcia w sieci trakcyjnej) od 3,4 do 12,2 MW.

## Podział
Zależnie od sposobu napędu lokomotywy dzieli się na:
- parowe
- spalinowe
- elektryczne

Zależnie od przeznaczenia eksploatacyjnego lokomotywy dzieli się na:
- pasażerskie (czasem z podziałem na osobowe – np. EP02 i pospieszne – np. EP09)
- towarowe, np. ET41 czy ET22
- manewrowe, np. SM42 czy EM10
- uniwersalne (do pociągów pasażerskich i towarowych), np. SU45 czy EU07

## Symbole rodzaju oraz przeznaczenia lokomotyw stosowanych obecnie w Polsce
- SM – Spalinowóz Manewrowy
- SP – Spalinowóz Pasażerski
- SU – Spalinowóz Uniwersalny (lokomotywa przystosowana do prowadzenia pociągów towarowych i pasażerskich z możliwością ogrzewania składu)
- ST – Spalinowóz Towarowy
- EP – Elektrowóz Pasażerski
- EU – Elektrowóz Uniwersalny
- ET – Elektrowóz Towarowy
- EM – Elektrowóz Manewrowy
- O – parowóz Osobowy
- P – parowóz Pośpieszny
- T – parowóz Towarowy
- K - (jako druga litera w oznaczeniu parowóz "kusy" (tendrzak) np. TKt48, OKl27.